# Poluostrov Chaukar
Poluostrov Chaukar är en halvö i Kazakstan. Den ligger i den östra delen av landet, 700 km sydost om huvudstaden Astana.